# Selva de transición del Cross-Níger
La selva de transición del Cross-Níger es una ecorregión de la ecozona afrotropical, definida por WWF, situada en Nigeria.

## Descripción
Es una ecorregión de selva umbrófila que cubre un área de 20.700 kilómetros cuadrados en el sur de Nigeria. Comprende las selvas costeras y de tierras bajas situadas entre los ríos Níger y Cross, en los estados nigerianos de Abia, Akwa Ibom, Anambra, Enugu e Imo.
Es un área de transición entre las selvas del África occidental y las del África central.
Las precipitaciones anuales medias varían entre 2000-2500 mm cerca de la costa y 1250-1500 más al morte. La estación seca se extiende desde diciembre hasta febrero. Además del Níger y el Cross, dos grandes ríos drenan la región: el Imo y el Kua Ibo.

## Flora
La agricultura y el fuego han destruido gran parte de la selva original. En la actualidad abundan las hierbas del género Andropogon, como Andropogon gayanus, Andropogon schirensis y Andropogon tectorum, y árboles como el anón (Annona senegalensis), la chanfuta (Afzelia africana) y la palmera Borassus aethiopum.

## Endemismos
Los endemismos animales y vegetales son muy escasos.
Solo hay tres vertebrados casi endémicos: el cercopiteco de Sclater (Cercopithecus sclateri), el astrild de Anambra (Estrilda poliopareia) y el camaleón de corona azul (Chamaeleo cristatus).

## Estado de conservación
En peligro crítico.
La ecorregión ha sostenido una densa población humana durante siglos, y gran parte de la selva original ha sido sustituida por cultivos agrícolas y madereros. Solo sobreviven unos pocos enclaves en áreas protegidas, bosques sagrados y selvas de galería. La mayor parte de las reservas forestales se han convertido en plantaciones de especies exóticas.

## Protección
- Reserva de Caza de Stubbs Creek